# オックスフォード伯爵＝モーティマー伯爵
オックスフォード伯爵＝モーティマー伯爵（英語: Earl of Oxford and Earl Mortimer）は、かつて存在したイギリスの伯爵位。グレートブリテン貴族。
トーリー党の政治家ロバート・ハーレーが1711年に叙されたのに始まるが、6代後の1853年に廃絶した。

## 歴史

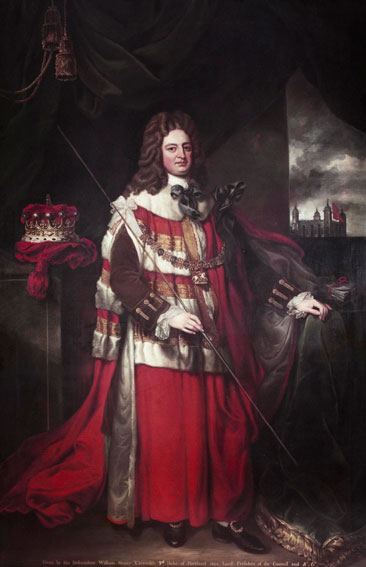
初代オックスフォード伯＝モーティマー伯ロバート・ハーレー

トーリー党の庶民院議員ロバート・ハーレー(1661–1724)は、アン女王時代のトーリー政権で中心となって活躍した政治家である。特に1710年8月に彼の工作で初代ゴドルフィン伯爵シドニー・ゴドルフィンが更迭されると政権の首脳的存在となり、1714年7月にハノーヴァー朝への王朝交代の中の論争で辞職するまで政権を担った(そのためハノーヴァー朝成立後のホイッグ政権で弾劾された)。その間の1711年5月23日にはグレートブリテン貴族爵位「オックスフォード伯およびモーティマー伯(Earl of Oxford and Earl Mortimer)」と「ヘレフォード州におけるウィグモアのハーレー男爵(Baron Harley, of Wigmore in the County of Hereford)」に叙せられて貴族院議員に列した。
以降6代140年にわたって同爵位はハーレー家に継承されたが、第6代オックスフォード伯＝モーティマー伯アルフレッド・ハーレー(1809–1853)の死去により継承者が絶えて廃絶した。

## オックスフォード伯＝モーティマー伯 (1711年)
- 初代オックスフォード伯＝モーティマー伯ロバート・ハーレー （1661年 - 1724年）
- 2代オックスフォード伯＝モーティマー伯エドワード・ハーレー （1689年 - 1741年）
- 3代オックスフォード伯＝モーティマー伯エドワード・ハーレー （1699年 - 1755年）
- 4代オックスフォード伯＝モーティマー伯エドワード・ハーレー （1726年 - 1790年）
- 5代オックスフォード伯＝モーティマー伯エドワード・ハーレー （1773年 - 1849年）
- 6代オックスフォード伯＝モーティマー伯アルフレッド・ハーレー （1809年 - 1853年）